# Hirokazu Usami
Hirokazu Usami (født 18. juni 1987) er en japansk fodboldspiller, som spiller for den japanske fodboldklub Fukushima United FC.